# Canon eusébien

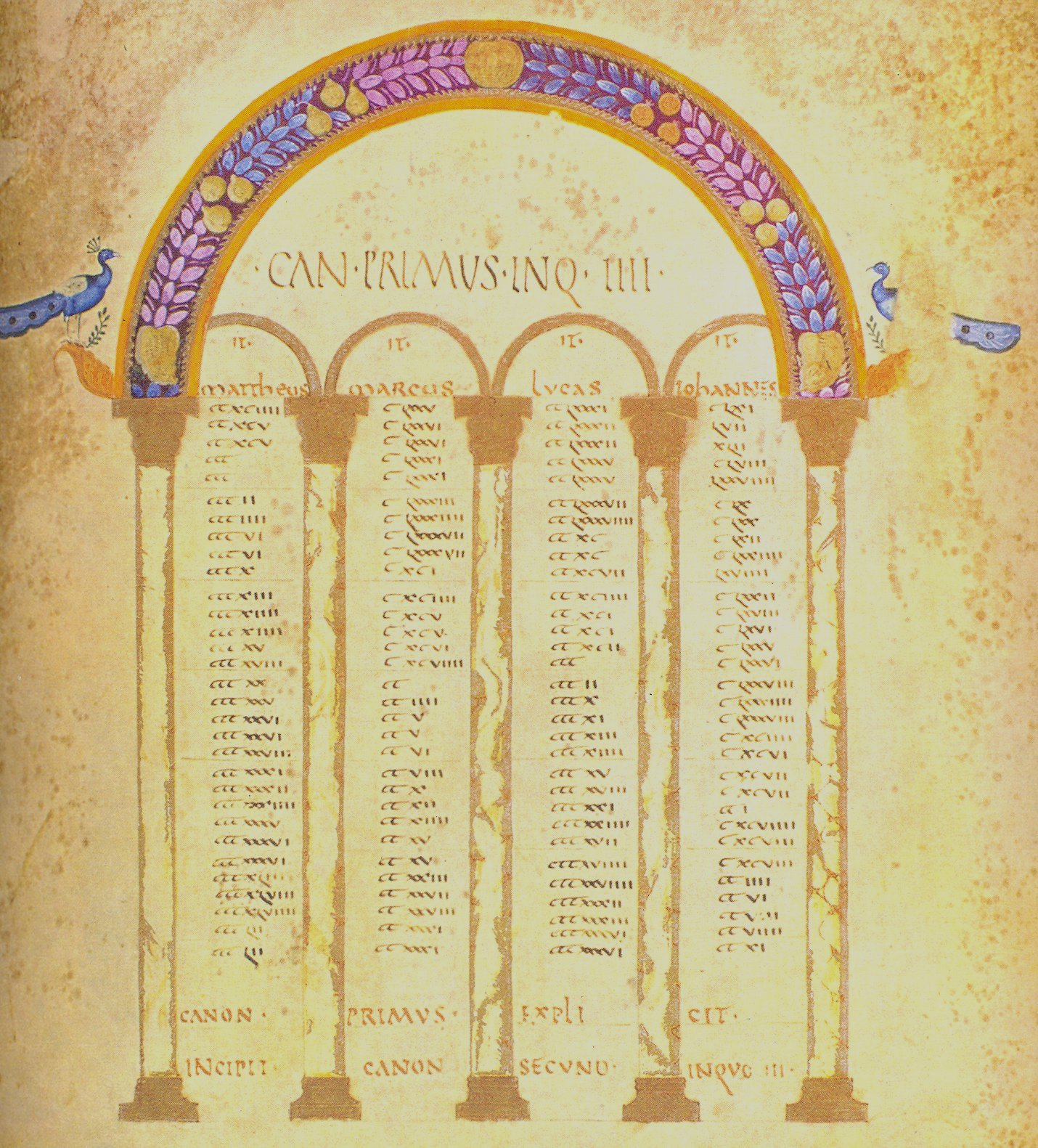
VIe siècle. Vatican, Bibliothèque Apostolique. Vat. lat. 3806

On appelle Tables ou Canons d'Eusèbe de Césarée (en général au pluriel) un système de mise en concordance des quatre Évangiles canoniques. Appuyées sur la numérotation continue des péricopes de chaque évangile, et composées de dix tableaux ou canons synoptiques, les tables d'Eusèbe indiquent, par ordre décroissant de répétitivité, les lieux parallèles du texte évangélique (voir ci-dessous : Structure). 
La division en chapitres actuellement en usage dérive d'un système mis au point au XIIIe siècle et stabilisé à la fin du XVIe siècle. La subdivision en versets numérotés actuelle dérive elle aussi des bibles éditées au XVIe siècle. 
Les canons d'Eusèbe adoptent un type de représentation (enluminure) que l’on trouve au début du texte des évangiles de différents manuscrits médiévaux (principalement dans les  manuscrits des évangiles, les évangéliaires liturgiques, les Nouveaux Testaments, les bibles pandectes, plus rarement dans les bibles glosées ou bibles avec commentaires). Ils sont généralement répartis en 1 165 sections : 355 pour Matthieu, 235 pour Marc, 343 pour Luc et 232 pour Jean. Le nombre de celles-ci varie souvent.

## Principe
La fonction des canons eusébiens est de permettre de repérer les principaux parallèles textuels qui existent dans chacun des quatre évangiles, principalement les trois évangiles dit synoptiques de Matthieu, Marc et Luc, mais aussi entre chacun de ceux-ci et l'évangile de Jean. 
Chaque passage est identifiable par un double numéro: l'un correspond au tableau ou canon de la table liminaire, l'autre à la péricope. 
Le système implique la présence simultanée de trois paramètres textuels et paratextuels: 1° la table liminaire de 10 canons ou tableaux ; 2° le texte complet des quatre évangiles ; 3° dans la marge de celui-ci la numérotation des péricopes et l'indication du numéro de la table liminaire auquel il faut se reporter pour connaître le numéro des péricopes correspondantes dans les autres évangiles. Par exemple : II/CXXXI. 
La fin des passages pour lesquels un parallèle existe n'est jamais indiquée. 
Seuls sont numérotés les passages pour lesquels un parallèle existe dans un autre évangiles. Les éventuels parallèles à l'intérieur d'un même évangile ne sont pas recensés. Eusèbe a omis de signaler certains parallèles. Certaines versions de la Table ont donc cherché à la compléter. Les numéros en chiffres romains font l'objet de nombreuses erreurs. Les copistes ont parfois négligé le canon 10 qui recense les passages propres à chaque évangile.
Pour que les canons soient utilisables les marges du texte évangélique associé doit comporter, en regard des passages concernés, 1° le numéro de la table et 2° le numéro de la section ou péricope concernées. 
Autrement dit, l'utilisation des canons d'Eusèbe se fait toujours en partant de la lecture du texte évangélique. 
Par exemple, en Mt. 13, 1-23 (parabole du semeur) on lit en marge  : II/CXXXI. Il faut alors se reporter au tableau 2, à la ligne commençant par 131. On y lira dans la colonne de Marc le chiffre 36 et dans la colonne consacrée à Luc le chiffre 76 qui renvoient  chacun à la péricope de ces évangiles introduite par ces numéros, soit, selon la capitulation moderne, Mc. 4, 1-20 et Lc. 8, 4-15.

## Représentation

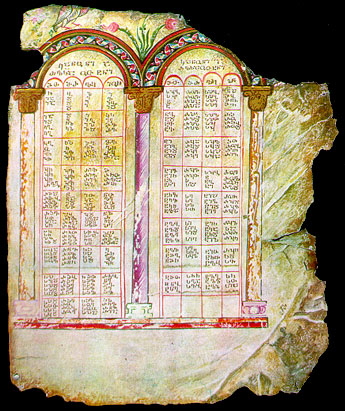
Canons de l'évangile de Adysh (Géorgie)

Il s’agit quasi systématiquement d’une série de colonnades et d’arcatures inscrites sous un vaste portique. Ce système de colonnades court sur plusieurs pages. À chaque colonne est associé un évangile (Matthieu, Marc, Luc ou Jean) et chaque ligne de texte correspond aux références numérotées d’un même passage.

## Structure
- Canons 1 : Extraits communs aux quatre évangiles
- Canons 2 : Extraits communs à Mt, Mc, Lc
- Canons 3 : Extraits communs à Mt, Lc et Jn
- Canons 4 : Extraits communs à Mt, Mc et Jn
- Canons 5 : Extraits communs à Mt et Lc
- Canons 6 : Extraits communs à Mt et Mc
- Canons 7 : Extraits communs à Mt et Jn
- Canons 8 : Extraits communs à Mc et Lc
- Canons 9 : Extraits communs à Lc et Jn
- Canons 10 : Passages propres (Sondergut) à chaque évangile dans l’ordre canonique des évangiles (Mt ; Mc ; Lc ; Jn)

| Table #     | Matthieu              | Marc | Luc | Jean |
| ----------- | --------------------- | ---- | --- | ---- |
|             | In Quo Quattor        |      |     |      |
| Canon I.    | Oui                   | Oui  | Oui | Oui  |
|             | In Quo Tres           |      |     |      |
| Canon II.   | Oui                   | Oui  | Oui |      |
| Canon III.  | Oui                   |      | Oui | Oui  |
| Canon IV.   | Oui                   | Oui  |     | Oui  |
|             | In Quo Duo            |      |     |      |
| Canon V.    | Oui                   |      | Oui |      |
| Canon VI.   | Oui                   | Oui  |     |      |
| Canon VII.  | Oui                   |      |     | Oui  |
| Canon VIII. |                       | Oui  | Oui |      |
| Canon IX.   |                       |      | Oui | Oui  |
|             | In Quo Matth. Proprie |      |     |      |
| Canon X     | Oui                   |      |     |      |
|             | In Quo Marc. Proprie  |      |     |      |
| Canon X     |                       | Oui  |     |      |
|             | In Quo Luc. Proprie   |      |     |      |
| Canon X     |                       |      | Oui |      |
|             | In Quo Ioh. Proprie   |      |     |      |
| Canon X     |                       |      |     | Oui  |

Les combinaisons « Mc, Lc et Jn » et « Mc et Jn » n’ont jamais lieu.

## Origines

### La création du système
C’est en Orient que ce type de représentation est créé et qu’il se diffuse dès le IIIe siècle.
Ammonius d’Alexandrie (IIIe siècle apr. J.-C.) invente un procédé qui consiste à reproduire intégralement les quatre textes dans quatre colonnes, en établissant des correspondances entre eux.
Au début du IVe siècle apr. J.-C., Eusèbe de Césarée trouve le moyen de mettre en relation les passages identiques d’un évangile à un autre sous la forme d’un tableau simplifié. Dans une lettre adressée à son ami Carpien, souvent reproduite parmi les textes préliminaires des évangiles, Eusèbe explique qu’il a divisé chaque texte en chapitres, puis les a numérotés. Enfin il a établi entre eux des concordances en les classant en dix tableaux placés au début du volume.
Carl Nordenfalk (1938) a été le premier à proposer une reconstitution du modèle conçu par Eusèbe. Les canons se développaient en sept tables précédées d’un prologue contenant, entre autres, la lettre d’Eusèbe à Carpien expliquant leur disposition.
Un manuscrit londonien conserve au folio 10 la dernière page de cette lettre. Son texte est encadré par des arcs identiques à ceux que l’on trouve dans les canons qui la suivent. Au total, dix pages sont occupées par les concordances établies par Eusèbe, et la lettre explicative. C’est certainement ce premier modèle de lettre qui fut reproduit par la suite. En toute hypothèse, aucun ouvrage plus ancien et présentant cette lettre ne semble avoir été découvert.

### La transmission par Eusèbe de Césarée
Après avoir fixé cette distribution, Eusèbe aurait envoyé cinquante exemplaires copiés au scriptorium de Césarée à l’Empereur Constantin Ier. Ils constituent alors un modèle pour les manuscrits byzantins réalisés par la suite.
D’emblée la présentation des colonnes de chiffres s’effectue dans une structure composée d’arcades, de chapiteaux et de colonnes. Ce modèle aura persisté dans les bibles, évangéliaires ou livres d’évangiles pendant plus de mille ans.

### La diffusion en Occident
C’est par l’intermédiaire de Jérôme de Stridon (vers 340 – 3 septembre 420) que l’usage est adopté dans l'Église d'Occident. En effet, il les ajoute dans son édition de la Vulgate et en donne une explication, en publiant en même temps la lettre d’Eusèbe à Carpien, ainsi que sa lettre au pape Damase.
Les canons eusébiens ne sont que brièvement évoqués dans les études sur l’enluminure. Ils ont souvent été considérés comme des dessins sans originalité du fait de leur représentation répétitive.

## Galerie

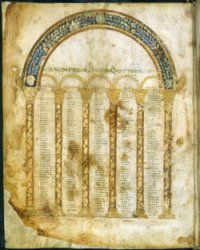
Canons du Codex Beneventanus (VIIIe siècle).
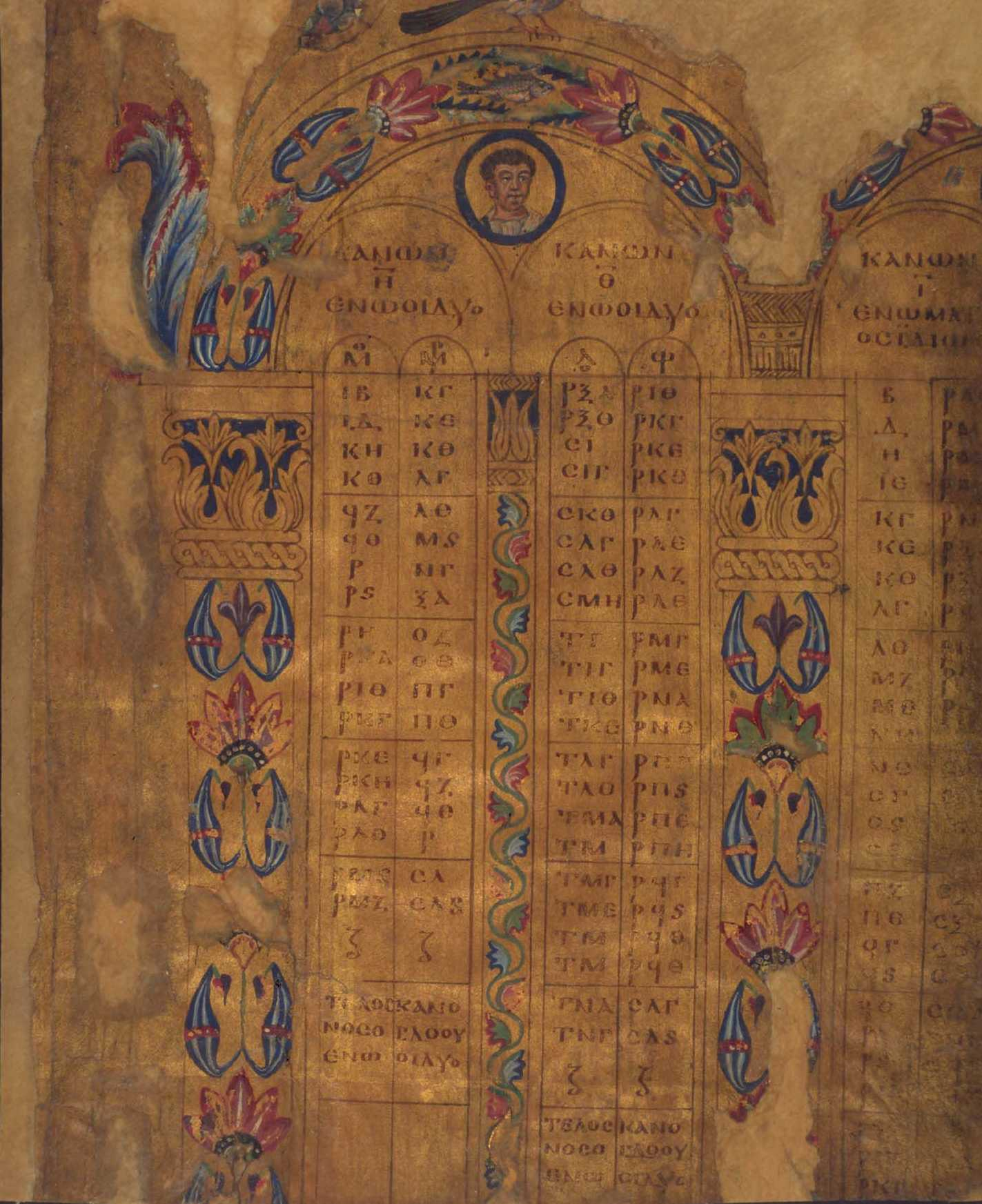
Canons de Londres - manuscrit byzantin, (vers VIe — VIIe siècles), inséré dans un évangéliaire du XIIe siècle.
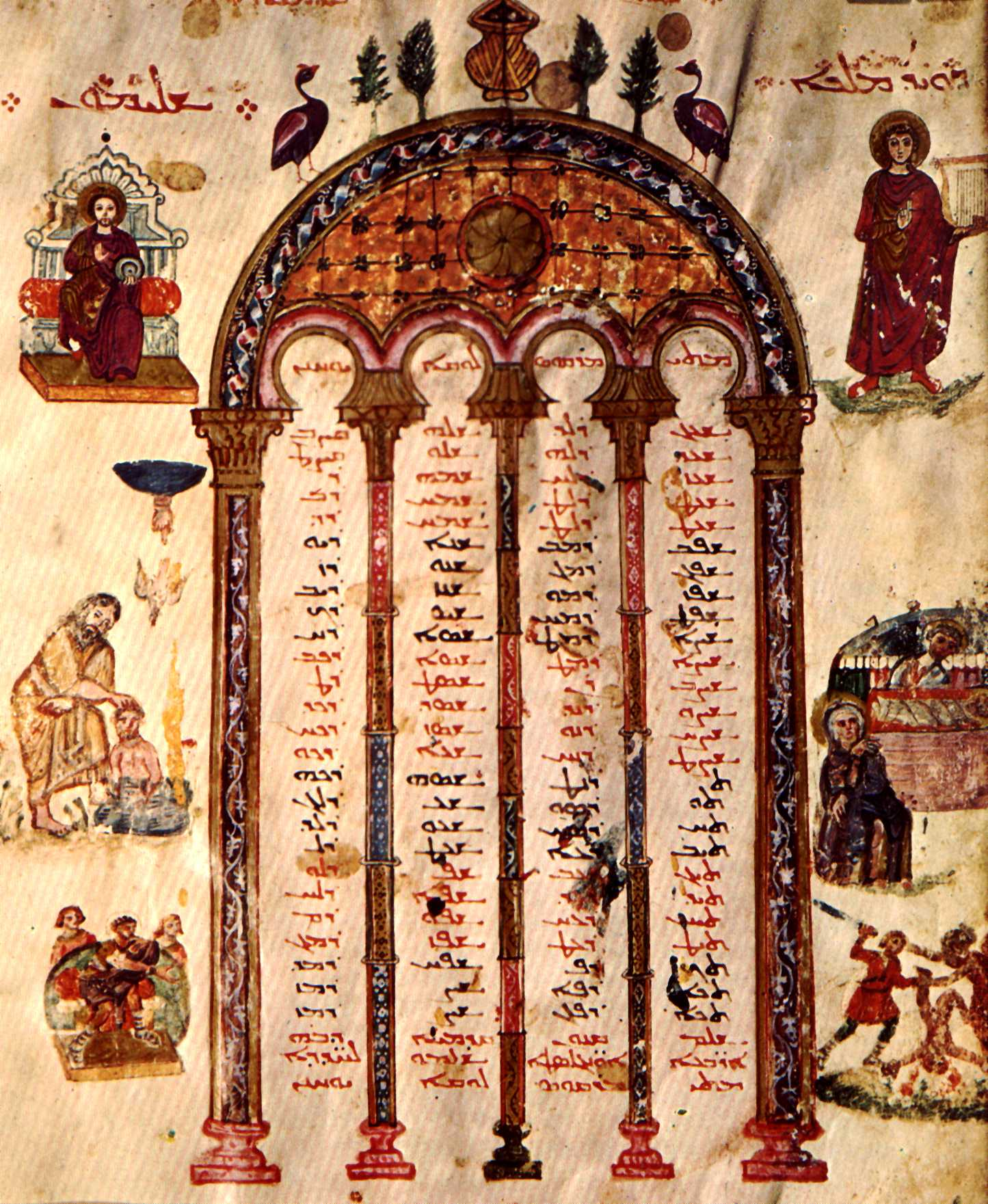
Évangile de Rabbuli (Syrie, vers le VIe siècle)
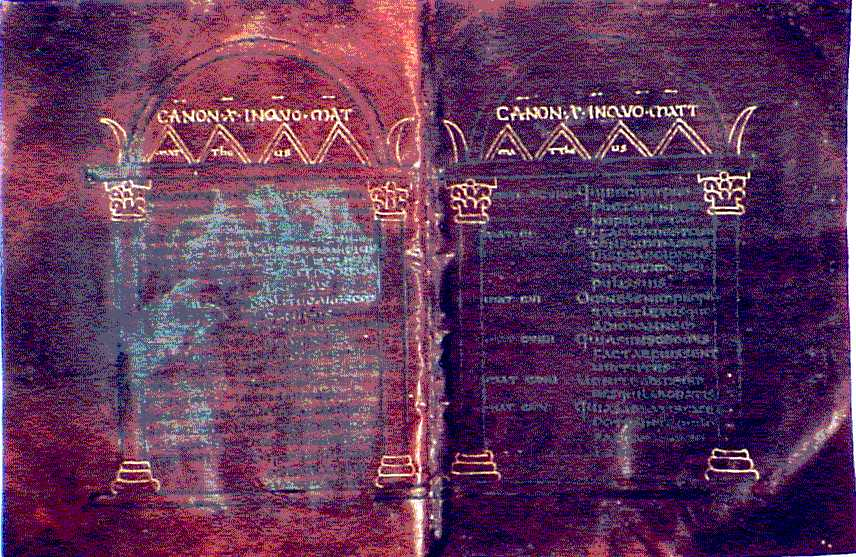
Codex Brixianus, vers le VIe siècle)
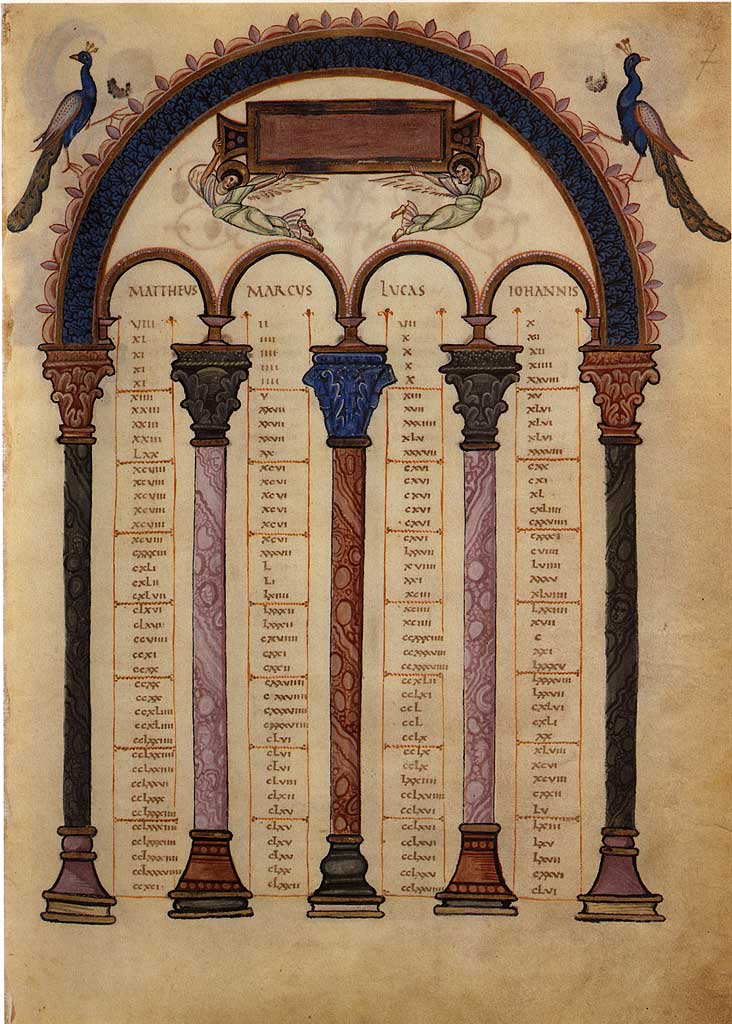
Évangéliaire de Lorsch. 778—820. canon I.
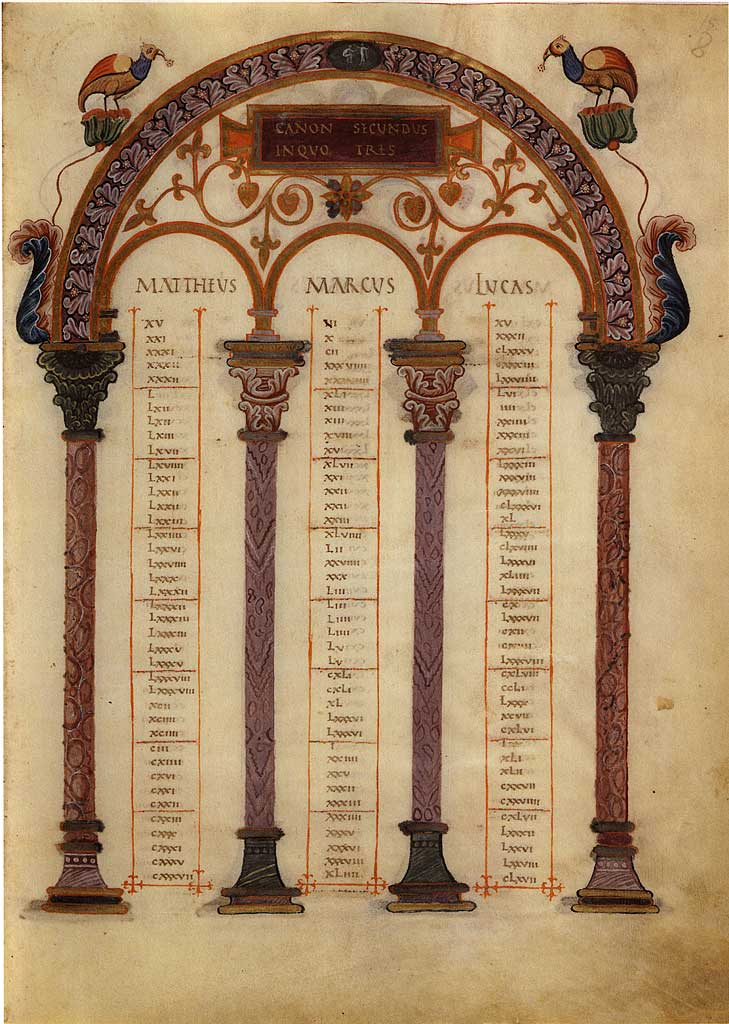
Évangéliaire de Lorsch canon II.
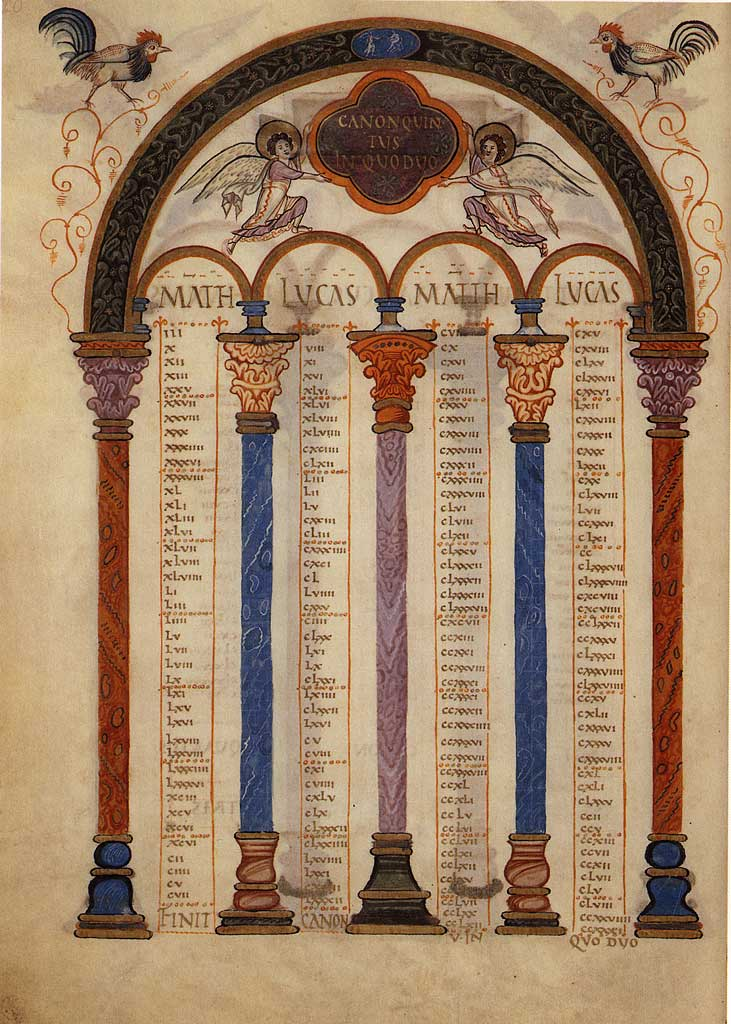
Évangéliaire de Lorsch canon V.
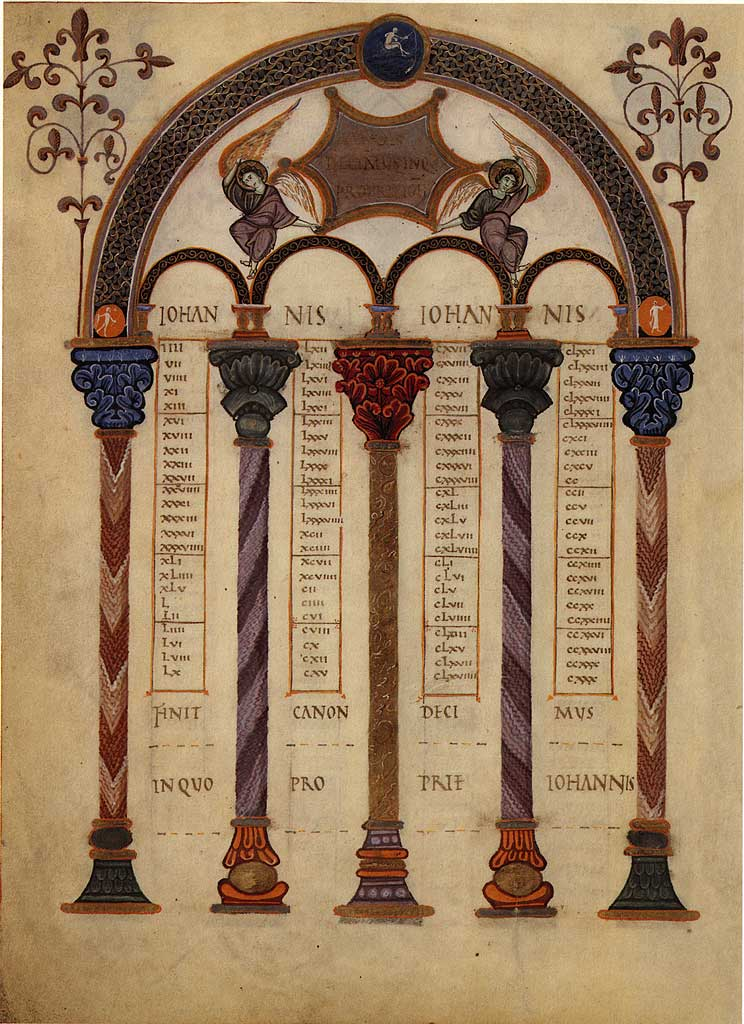
Évangéliaire de Lorsch canon X.
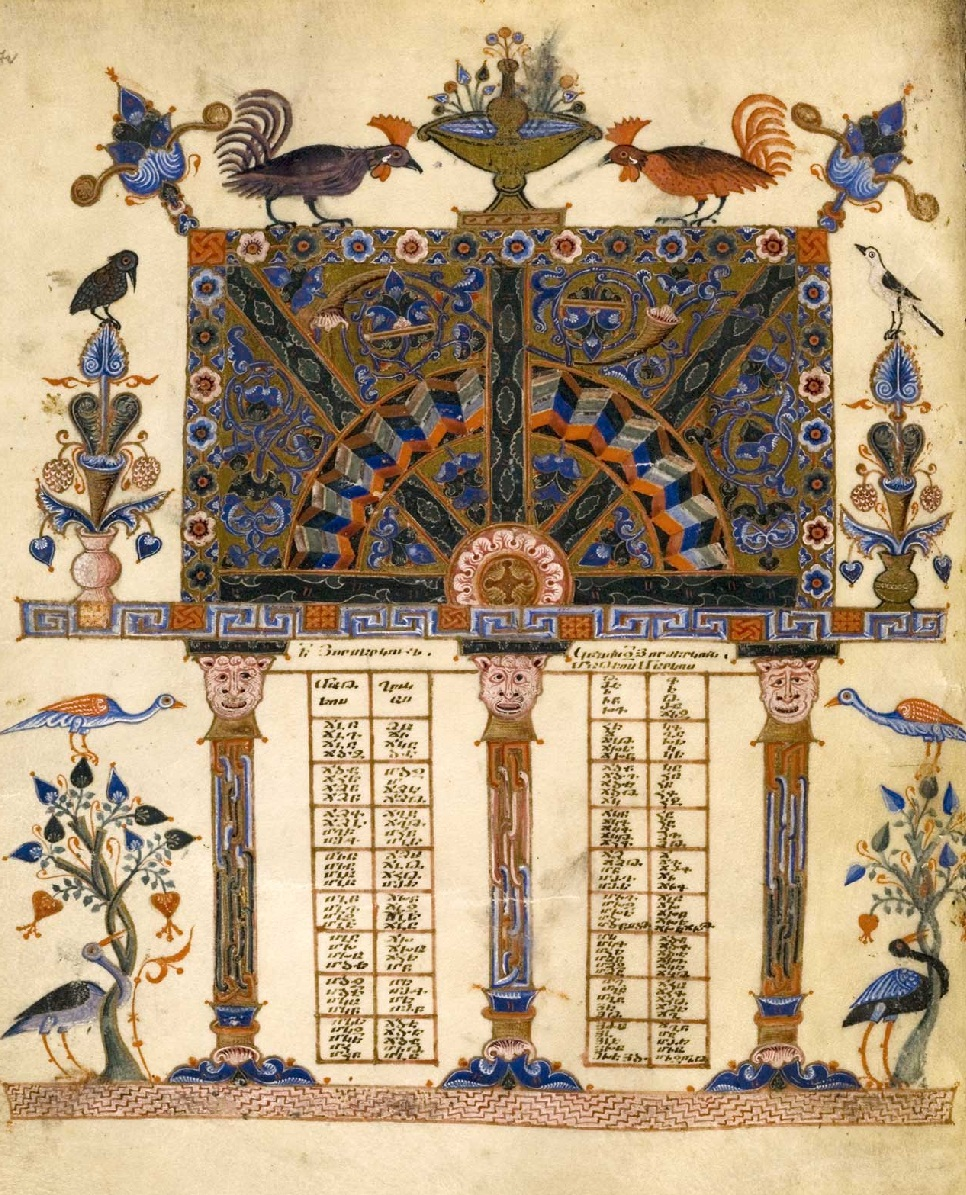
Évangéliaire de Lwow (XIIe siècle)